# 松井康輔
松井康輔（まつい こうすけ、1982年7月13日 - ）は、日本のラグビー選手。

## プロフィール
- 秋田県出身[1]。
- ポジションはフッカー(HO)。

## 略歴
2001年、男鹿工業高校卒業後、釜石シーウェイブスに加入。7シーズンプレーし、2004年にはチームの副将に就任した。
2008年、秋田ノーザンブレッツラグビーフットボールクラブに加入。